# Enzo Misefari
Pour les articles homonymes, voir Misefari.
Vincenzo Misefari (né le 7 avril 1899 à Palizzi et mort le 28 mars 1993 à Reggio de Calabre) est un syndicaliste, homme politique et historien communiste italien.

## Biographie
Enzo Misefari est le fils de Carmelo Misefari et de Francesca Autelitano. Il a notamment pour frères le philosophe, poète et ingénieur anarchiste Bruno Misefari ainsi que le footballeur Ottavio Misefari et le chimiste Florindo Misefari.
Dès l'âge de 12 ans, sous la forte influence de son frère Bruno Misefari, il adhère au socialisme. Cependant, alors que ce-dernier est anarchiste, Enzo ce tourne quant à lui vers le syndicalisme révolutionnaire de Georges Sorel.
Il est forcé à faire son service militaire à Palerme puis à l'école d'officier de Caserte mais montre une profonde aversion pour la guerre et un fort antimilitarisme (comme son frère Bruno qui désertera et sera emprisonné pour cela mais parviendra à s'évader). Il perd alors son grade et est envoyé au bagne sur l'île de Lipari. 
Là-bas, il peut se dédier à l'étude historique du royaume de Naples et des autres règnes des Bourbons en Europe. Sur cette même île, dès la fin de la guerre, il fonde une section socialiste et une « ligue ouvrière ». Il est alors dénoncé et envoyé cette fois sur l'île de Ponza où il provoque une mutinerie qui est cependant rapidement réprimée. Misefari envoie en même temps des courriers secrets fréquents aux députés socialistes en leur exposant les conditions de vie des bagnards.
Retourné à Reggio de Calabre, il participe avec les paysans à la lutte pour les terres et il collabore entre autres en tant que rédacteur à la revue Amico del popolo, fondée par son frère Bruno.